# Fawful
Fawful is een personage uit de Mariospellen.

## Karakteromschrijving
Fawful is een schurk die de wereld wil veroveren. Hij werd hierdoor de vijand van Mario en Luigi. Uiteindelijk werd hij door hen gestopt. Hij maakte zijn debuut in Mario & Luigi: Superstar Saga. Zijn stem werd ingesproken door Dee Bradley Baker, later kwam hij terug in Mario & Luigi: Bowser's Inside Story.

## De geschiedenis van Fawful
Fawful komt uit de BeanBean Kingdom. In Mario & Luigi: Superstar Saga was hij de rechterhand van Cackletta.
Hij stal Prinses Peach haar stem. Wanneer Mario, Luigi en Bowser de grens bereiken met het luchtschip komen ze Cackletta en Fawful tegen.
Fawful vecht tegen Mario en Luigi, maar wordt toch verslagen. Op de Hoohoo universiteit probeert Fawful de Beanstar wakker te krijgen. Hiervoor gebruik hij drie robots.
De Beanstar wordt wakker, maar hij is woest, sloopt de drie robots en breekt die in vier stukken.
Dan komen Mario en Luigi en het gevecht met Cackletta begint. Wanneer Cackletta is verslagen is haar lichaam vernietigd.
Fawful zuigt haar geest op met de Vackuumhelmet en vlucht weg. Later komen ze Bowser tegen. 
Fawful stopt de geest van Cackletta in het lichaam van Bowser. Zo ontstaat Bowletta.
Voor het gevecht met Bowletta moeten Mario en Luigi het eerst opnemen tegen Fawful.
Wanneer Fawful is verslagen doet hij een laffe aanval op Mario. Dan redt Prins Peasley Mario, maar Fawful valt prins Peasley aan.
Mario en Luigi redden de prins door Fawful in de grond te slaan. Wanneer Fawful weer uit de grond komt, wordt hij door Luigi uit het kasteel van Bowser gemept.

In Mario & Luigi: Partners in Time heeft Fawful een beanbagde winkel. Fawful keerde weer terug in het spel Mario & Luigi: Bowser's Inside Story.
De Toads hebben een ziekte genaamd de Blorbs. Wanneer Bowser de Vackuumshroom heeft gegeten, gaat hij naar het kasteel van prinses Peach. 
Daar ademt hij iedereen in. Daarna valt hij neer. Op dat moment verschijnt Fawful samen met Midbus.
Midbus brengt Bowser weg en Fawful neemt het kasteel over. Later komt Bowser Midbus en de Fawful-copter tegen.
Midbus vertelt Bowser dat Fawful verantwoordelijk is voor de Blorbs. Op het scherm van de Fawful-copter ziet Bowser dat zijn leger gevangengenomen is.
We zien Fawful weer in het Fawful theater. Voordat de Fawful show begint mag Bowser in de vip stoel gaan zitten. 
Tijdens de Fawful show schiet de stoel waar Bowser in zit naar voren.
Bowser landt op het podium. Na het kooigevecht met Midbus krijgt Bowser een overwinningsmaal. Bowser wordt zo dik dat hij door de vloer zakt.
In de Flab zone vertelt Peach dat Fawful de Darkstar wil stelen. Opeens voelt Bowser iets vreemds. Het komt door Fawful. 
Hij gebruikt zijn raygun om prinses Peach uit het lichaam van Bowser te halen. Wanneer Peach uit het lichaam van Bowser is probeert Fawful haar te dragen, maar Fawful is niet zo sterk. Fawful roept Midbus om hulp. Maar Midbus negeert hem. In de Toad Town Caves wordt de Darkstar bewaakt. 
Fawful steelt de Darkstar. Fawful gaat naar het kasteel van Prinses Peach. Wanneer Bowser bij Fawful aankomt, gebruikt Fawful zijn raygun op Midbus.
Midbus verandert in Eis Midbus. Na het gevecht met Eis Midbus wordt de Darkstar wakker. Fawful gebruikt meteen zijn Vackuumhelmet en verandert in Dark Fawful.
Maar Fawful kreeg niet de kans om alle kracht van de Darkstar te absorberen. Omdat Bowser hem wegsloeg.
Wanneer Bowser naar buiten komt, verandert Fawful het kasteel van Prinses Peach in een Robot. De robot verplettert Bowser. Bowser wordt weer gered door Mario en Luigi. Hij wordt opnieuw een reus en verslaat het kasteel. Bowser krijgt zijn normale grootte weer terug en gaat het kasteel in. 
In het kasteel is Fawful nog steeds aan het zoeken naar de Darkstar. Bowser gaat naar Fawful toe. Fawful denkt dat hij Bowser kan verslaan omdat hij wat kracht van de Darkstar heeft. In het gevecht gebruikt Fawful zijn Vackuumhelmet en zijn raygun. Ook gebruikt hij de kracht van de Darkstar.
Wanneer Fawful is verslagen is zijn lichaam vernietigd. Het enige wat van hem over is, is zijn hoofd. Hij probeert te ontsnappen. Maar Dark Bowser ademt hem in.
In het lichaam van Dark Bowser wordt hij de Darkstar Core.
Ook al heeft Dark Bowser Fawful ingeademd toch helpt hij hem. Door hem te genezen. Wanneer Bowser een mep geeft tegen de buik van Dark Bowser, 
spuugt Dark Bowser Fawful weer uit. Dan ademt Bowser hem weer in. In het lichaam van Bowser wordt hij verslagen. 
Na het gevecht met Dark Bowser zien we Fawful nog één keer. Hij lacht en blaast zichzelf op in de hoop dat iedereen wordt vernietigd.

## Fawfuls uitvindingen
| Uitvinding                 | Omschrijving |
| -------------------------- | --- |
| De Vackuumhelmet           | Deze uitvinding is het allerbekends. Het is een combinatie van een helm en een stofzuiger. In spel Mario & Luigi: Superstar Saga werd het gebruikt als jetpack. Het kon schieten en het zoog de geest van Cackletta op. In Mario & Luigi: Bowser's Inside Story werd het gebruikt om de kracht van de Darkstar te absorberen. |
| Peach-robots               | Deze robots werden gebruikt om de Beanstar te activeren. Maar omdat ze de stem van Birdo hadden en niet die van Peach, werden ze door de Beanstar vernietigd. |
| Blorb Shrooms              | Deze paddenstoelen werden gemaakt door Fawful. Hij verkocht ze aan de Toads. Iedereen die van deze paddenstoel at, kreeg meteen de Blorbs, een ziekte die een Toad liet opzwellen als een ballon. |
| De Vackuumshroom           | Fawful vertelt Bowser een leugen, eet deze Luckyshroom en je krijgt zoveel geluk dat je Mario kan verslaan. Bowser gelooft dit en eet meteen de paddenstoel op. Hij rent direct naar het kasteel van Prinses Peach en zuigt iedereen in zijn lichaam.                                                                         |
| Fawfuls vliegende schotels | Ze werden gebruikt toen Fawful het kasteel van Bowser aanviel. |
| Fawful-copter.             | Deze apparaten worden gebruikt om een boodschap door te geven met behulp van een beeldscherm of een luidspreker. Ze worden ook gebruikt in de strijd. |
| The Sae Pipie Statue       | Is door Fawful veranderd in een robot. |
| Bowser's flying castle     | Wanneer Bowser een Banzai Bill op het kasteel afvuurt vliegt het kasteel omhoog. Het kasteel vliegt naar Bowser en valt bovenop hem. Bowser wordt gered door Mario en Luigi. Bowser wordt een reus en verslaat het kasteel.                                                                                                   |
| Fawfuls raygun             | Deze raygun werd drie keer gebruikt. De eerste keer werd het gebruikt om prinses Peach uit het lichaam van Bowser te krijgen. De twee keer werd het gebruikt om Midbus zijn ijskrachten te geven. De derde keer werd het door Dark Fawful gebruikt als wapen.                                                                 |
| The Fawful Express         | Een trein met het gezicht van Fawful. |
| Junker                     | een robot gemaakt van afval. Hij wordt bestuurd door Midbus. |

## Fawfuls handlangers
Midbus is Fawful trouwste handlanger. 
FawfulGuy een Shy Guy dat een Fawfulmasker draagt.
Fawflant een grote groene mier met een boor aan zijn lijf. Hij verschijnt in de Toad Town Caves.